# Anton Landauf
Anton Landauf (* 11. Jänner 1924) ist ein ehemaliger österreichischer Fußballspieler. Er war von 1939 bis 1955 Spieler des LSV Klagenfurt, des Grazer AK und des SK Sturm Graz.

## Karriere
Seine Karriere begann er in jungen Jahren beim LSV Klagenfurt, wechselte dann zum SK Sturm Graz und stieg schließlich mit dem Grazer AK (60 Pflichtspiele, zwei Tore) von der zweiten in die Staatsliga auf.
Nach seinem Karriereende 1955 blieb er beim GAK und arbeitete viele Jahre als Jugendtrainer aller Altersklassen in der Akademie des Grazer AK. 